# Antoine du Verdier
Pour les articles homonymes, voir Verdier.
Antoine du Verdier, seigneur de Valprivas et de Luriecq, humaniste et bibliographe français, né à Montbrison le 11 novembre 1544, mort à Duerne le 25 septembre 1600 .
Son nom est souvent associé à celui d'un autre bibliographe français, François Grudé, plus connu sous le nom de François Grudé, seigneur de La Croix du Maine, son contemporain.

## Biographie
Antoine du Verdier a été conseiller du roi, gentilhomme ordinaire de la Maison du Roi et contrôleur général des finances en la généralité de Lyon. 
Érudit, il se constitua une magnifique bibliothèque dont il communiquait volontiers les livres et les manuscrits. Il fut un grand bibliographe, comme François Grudé, seigneur de La Croix du Maine, avec lequel il fut associé dans des éditions futures. La Croix du Maine et Antoine du Verdier ont tous les deux formé le projet indépendamment de rédiger une Bibliothèque françoise. D'après Bernard de La Monnoye, le premier qui en a eu l'idée est François Grudé. Antoine du Verdier a commencé à travailler sur ce projet en 1577. La Croix du Maine a publié le premier volume de sa Bibliothèque en 1584. La Bibliothèque d'Antoine du Verdier a été publiée à Lyon en 1585.
Il est l'auteur de quelques libelles sous son propre nom ainsi que sous son pseudonyme de Pierre (de) (La) Coignée.
Il est le père de Claude du Verdier (vers 1566-1649) qu'il a eu de Catherine des Gouttes.

## Publications
On a de lui :
- Antithèses de la paix et de la guerre, (1568) ;
- Les Omonimes, satire des mœurs corrompues de ce siècle (Texte en ligne), 1572
- La Prosopographie, description des personnages-insignes, avec portraits (Texte en ligne), Lyon, 1573 ;
- Les Diverses Leçons d'Antoine du Verdier, sieur de Vauprivaz, suivant celles de Pierre Messie[3] (Texte en ligne), 1580
- Imagines deorum, qui ab antiquis colebantur, imagines, una cum earum declaratione, olim a Vicentio Chartario rhegiensi ex variis autoribus in unum collectae ; atque Italica lingua expositae: nunc vero ad communem omnium utilitatem latino sermone[4] (Texte en ligne), 1581
- La Bibliothèque d'Antoine Du Verdier, seigneur de Vauprivas, contenant le catalogue de tous ceux qui ont escrit, ou traduict en françois, & autres dialectes de ce royaume, ensemble leurs œuvres imprimees & non imprimees, l'argument de la matiere y traictee, quelque bon propos, sentence, doctrine, phrase, proverbe, comparaison, ou autre chose notable tiree d'aucunes d'icelles œuvres, le lieu, forme, nom, & datte, où, comment, & de qui elles ont esté mises en lumiere. Aussi y sont contenus les livres dont les autheurs sont incertains. Avec un discours sur les bonnes lettres servant de preface. Et à la fin un supplement de l'Epitome de la bibliotheque de Gesner, Lyon, 1585 (lire en ligne).
- Supplementum Epistomes Bibliothecae Genserianae, Lyon, Bartholomeum Honorati, 1585.
- La Biographie et prosopographie des Rois de France (Texte en ligne), 1583
- Discours sur la reduction de la ville de Lyon à l'obeïssance du Roy (Texte en ligne), 1594 ;
- Response de Pierre La Coignee[5] a une lettre escripte par Jean de la Souche à l'autheur du "Discours faict sur la reduction de la ville de Lyon soubs l'obeissance du Roy" : avec la coppie de ladicte lettre (Texte en ligne), 1594.
- Les Barricades de 1594 (Texte en ligne), réédition de 1843
- La Croix du Maine et Antoine du Verdier, « Les Bibliotheques françoises », nouvelle édition par Jean-Antoine Rigoley de Juvigny. Paris, Saillant & Nyon, 1772-1773.
Bernard de La Monnoye avait formé le projet de réimprimer les Bibliothèques françoises d'Antoine du Verdier et de La Croix du Maine dès 1724 car ces ouvrages étaient devenus rares, mais en les accompagnant de corrections et de remarques nécessaires qu'il avait faites sur d'autres auteurs et sur des ouvrages cités dans ces bibliothèques, mais son grand âge et sa mort l'a empêché d'achever son projet. Le manuscrit qu'il avait rédigé a été vendu à un libraire hollandais avant d'être racheté par Jean-Baptiste Pâris de Meyzieu qui l'a cédé à Jean-Antoine Rigoley de Juvigny à la demande d'Étienne Lauréault de Foncemagne. Camille Falconet s'était engagé à retrouver les anciens ouvrages en français dans un mémoire présenté en 1727 à l'Académie royale des inscriptions et belles-lettres et à publier une Bibliothèque française à partir des livres de La Croix du Maine et d'Antoine du Verdier en les corrigeant[6]. Rigoley de Juvigny, encouragé par les académiciens a entrepris une nouvelle édition des Bibliothèques françoises avec les notes de Bernard de La Monnoye avec l'aide d'Étienne Lauréault de Foncemagne, de Jean-Baptiste de La Curne de Sainte-Palaye. Il a obtenu les exemplaires de ces deux Bibliothèques françoises annotées possédées par le président de Bourbonne lui venant du président Bouhier, ami de Bernard de La Monnoye. Il est aussi aidé pour la publication d'une nouvelle édition des Bibliothèques françoises, en 1772-1773, par Louis-Georges de Bréquigny[7].
  - Tome premier La Croix du Maine, tome 1
  - Tome second La Croix du Maine, tome 2
  - Tome troisième Du Verdier, tome 1
  - Tome quatrième Du Verdier, tome 2
  - Tome cinquième Du Verdier, tome 3
  - Tome sixième Errata, epitomes bibliothecae gesnerianae, etc.
- Version numérisée et encodée sur le site des Bibliothèques Virtuelles Humanistes (CESR)

## Source
- Marie-Nicolas Bouillet  et Alexis Chassang (dir.), « Antoine du Verdier » dans Dictionnaire universel d’histoire et de géographie, 1878 (lire sur Wikisource)